# 功能性磁共振成像

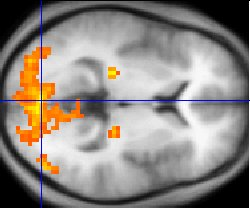
功能性磁振造影資料（黃到橘色）疊在數人平均而得的腦部解剖影像（灰階）上方，顯示出受外界刺激時的腦部活化區域。

功能性磁振造影（fMRI）是一種神經影像學技术。其原理是利用磁振造影來測量神經元活動所引發之血液動力的改變。由於fMRI的非侵入性和其較少的輻射暴露量，從1990年代開始其就在腦部功能定位領域佔有了重要地位。目前，fMRI主要被運用於對人及動物的腦或脊髓之研究中。

## 背景
自從1890年代開始，人們就知道血流與血氧的改變（兩者合稱為血液動力學）與神經元的活化有著密不可分的關係。神經細胞活化時會消耗氧氣，而氧氣要藉由神經細胞附近的微血管以紅血球中的血紅素運送過來。因此，當腦神經活化時，其附近的血流會增加來補充消耗掉的氧氣。從神經活化到引發血液動力學的改變，通常會有1-5秒的延遲，然後在4-5秒達到的高峰，再回到基線（通常伴隨著些微的下衝）。這使得不僅神經活化區域的腦血流會改變，局部血液中的去氧與帶氧血紅素的濃度，以及腦血容積都會隨之改變。

### 歷史
血氧濃度相依對比（BOLD）首先由貝爾實驗室小川誠二等人於1990年所提出，小川博士與其同事很早就了解BOLD對於應用MRI於腦部功能性造影的重要性，但是第一個成功的fMRI研究則是由John W. Belliveau與其同事於1991年透過靜脈內造影劑（Gadolinium,Gd,钆）所提出。接著由鄺健民等人於1992年發表在人身上的應用。同年，小川博士於4月底提出了他的結果且於7月發表於PNAS。在接下來的幾年，小川博士發表了BOLD的生物物理學模型於生物物理學期刊。Bandettini博士也於1993年發表論文示範功能性活化地圖的量化測量。

### 生理學
由於神經元本身並沒有儲存所需的葡萄糖與氧氣，神經活化所消耗的能量必須快速地補充。經由血液動力反應的過程，血液釋出葡萄糖與氧氣的比率相較於未活化神經元區域大幅提升。這導致了過多的帶氧血紅素充滿於活化神經元處，而明顯的帶氧/缺氧血紅素比例變化使得BOLD可作為MRI的測量指標之一。
血紅素氧化狀態（帶氧血紅素）的時候為抗磁性的，相對於缺氧血紅素為順磁性的。根據血液中血紅素的氧化比率可輕易的分辨出不同的磁共振訊號。血液中帶氧血紅素的濃度上升，相對的BOLD信號也會隨之加強。藉由MRI搜集這些血氧濃度相依比訊號可以得知腦部中的血流與氧氣消耗量值。雖然這些訊號是極小量的，但仍可以表現出腦部中腦區的活化程度。當腦部正思考或做動作或是接受一種經驗過程，可以利用一系列嚴密的測量來確定哪些腦區是負責思考、運動、經歷經驗。
幾乎大部分的功能性磁振造影都是用BOLD的方法來偵測腦中的反應區域，但因為這個方法得到的信號是相對且非定量的，使得人們質疑它的可靠性。因此，還有其他能更直接偵測神經活化的方法（像是氧抽取率（Oxygen Extraction Fraction, OEF）這種估算多少帶氧血紅素被轉變成去氧血紅素的方法；或偵測神經訊號造成的電磁場變化）被提出來，但由於神經活化所造成的電磁場變化非常微弱，過低的信雜比使得至今仍無法可靠地統計定量。

## BOLD與神經活動的關係
神經信號與血氧濃度比之間的關係目前正在研究中。一般來說，血氧濃度比跟血流量有一定程度的關聯，近幾十年來有許許多多的研究指出血流量與代謝率之間的關係，也就是說，為了提供養分給神經的代謝所需，血流供應的地點跟時間被嚴密的控制。

## 技術
正电子发射计算机断层扫描（Positron emission tomography），或称之为PET扫描技术的研究，给被试服用不同种放射活性物质（但是很安全），这些物质在脑内被活动的脑细胞吸收。磁共振成像（magnetic resonance imaging, MRI）利用磁场和射频波脑内产生脉冲能量，因为脉冲可调谐到不同频段，使一些原子与磁场偶联。当磁脉冲被关掉的瞬间，这些原子振动（共振）并返回到自己的初始态，特殊的射频接收器检测这些共振及其对于计算机的通道信息，据此而产生不同原子在脑区中的定位图像。
功能性磁共振成像（functional magnetic resonance imaging，fMRI）的新技术，将上述两项技术优势结合起来，通过检验血流进入脑细胞的磁场变化而实现脑功能成像，它给出更精确的结构与功能关系。

### 書籍
- EMRF/TRTF (Peter A. Rinck, ed.), Magnetic Resonance: A peer-reviewed, critical introduction (A free access online textbook（页面存档备份，存于）)
- Joseph P. Hornak, The basics of MRI (online（页面存档备份，存于）)
- Richard B. Buxton, Introduction to functional magnetic resonance imaging: Principles and techniques, Cambridge University Press, 2002, ISBN 0-521-58113-3
- Roberto Cabeza and Alan Kingstone, Editors, Handbook of Functional Neuroimaging of Cognition, Second Edition, MIT Press, 2006, ISBN 0-262-03344-5
- Huettel, S. A.; Song, A. W.; McCarthy, G., Functional Magnetic Resonance Imaging Second Edition, 2009, Massachusetts: Sinauer, ISBN 978-0-87893-286-3

## 延伸閲讀
- Langleben, D.D.; Schroeder, L; Maldjian, JA; Gur, RC; McDonald, S; Ragland, JD; O'Brien, CP; Childress, AR;  et al, , NeuroImage, 2002, 15 (3): 727–32, PMID 11848716, S2CID 14676750, doi:10.1006/nimg.2001.1003
- Mehagnoul-Schipper, DJ; Van Der Kallen, BF; Colier, WNJM; Van Der Sluijs, MC; Van Erning, LJ; Thijssen, HO; Oeseburg, B; Hoefnagels, WH; Jansen, RW,  (PDF), Hum Brain Mapp, 2002, 16 (1): 14–23  [2020-09-30], PMC 6871837 , PMID 11870923, doi:10.1002/hbm.10026, （原始内容存档 (PDF)于2012-07-17） |url-status=和|dead-url=只需其一 (帮助)
- Sally Satel; Scott O. Lilienfeld. . Basic Books. 2015. ISBN 978-0465062911.

## 外部連結
- www.mri-tutorial.com MRI-TUTORIAL.COM – A free learning repository about neuroimaging
- BrainMapping.ORG project（页面存档备份，存于） – Community web site for information Brain Mapping and methods
- fMRI Videos at RadiologyTube.com（页面存档备份，存于） – A collection of fMRI videos
- Columbia University Program for Imaging and Cognitive Sciences: fMRI